# Magnetita
|  | No s'ha de confondre amb Magnesita. |

La magnetita és un mineral ferrimagnètic de fórmula química Fe₃O₄, és un dels òxids de ferro i membre del grup de l'espinel·la. Els àtoms FeII ocupen la meitat dels forats octaèdrics, mentre que els àtoms de FeIII ocupen la meitat dels forats octaèdrics i els tetraèdrics. La seva nomenclatura segons el sistema IUPAC és òxid de ferro (II,III), però també rep la denominació d'òxid ferrós-fèrric. La fórmula de la magnetita també es pot escriure com FeO.Fe₂O₃, que correspondria a una part de wustita (FeO) i una part d'hematites (Fe₂O₃). Això fa referència a diferents estats d'oxidació del ferro en una estructura, no a una solució sòlida.
La temperatura de Curie de la magnetita és d'uns 580 °C. La magnetita és el mineral més magnètic dels que es troben a la Terra de manera natural, i aquestes propietats van fer que fos utilitzada a les primeres formes de brúixola magnètica. La magnetita porta amb ella la marca del magnetisme dominant quan es van formar les roques, per això ha estat una eina del paleomagnetisme, una ciència important en el descobriment i comprensió de la tectònica de plaques. Les relacions entre la magnetita i altres minerals rics en òxids de ferro com la ilmenita, l'hematites i l'ulvospinel han estat molt estudiades, com per exemple les complicades reaccions metamòrfiques entre aquests minerals i la influència de l'oxigen per tal que la magnetita pugui preservar el registre del camp magnètic de la Terra.
Petits grans de magnetita es troben a gairebé totes les roques ígnies i metamòrfiques. També es troba a moltes roques sedimentàries.
Segons la classificació de Nickel-Strunz, la magnetita pertany a «04.BB: Òxids amb proporció Metall:Oxigen = 3:4 i similars, amb només cations de mida mitjana» juntament amb els següents minerals: cromita, cocromita, coulsonita, cuprospinel·la, filipstadita, franklinita, gahnita, galaxita, hercynita, jacobsita, manganocromita, magnesiocoulsonita, magnesiocromita, magnesioferrita, nicromita, qandilita, espinel·la, trevorita, ulvöspinel·la, vuorelainenita, zincocromita, hausmannita, hetaerolita, hidrohetaerolita, iwakiita, maghemita, titanomaghemita, tegengrenita i xieïta.
El seu nom ve de la grècia antiga. Una persona anava pel camp amb unes sandàlies de ferro. Va trepitjar una roca i va veure que la seva sandàlia s'hi enganxava una mica. Va portar la roca al poble més proper: Magnesia.

## Distribució de dipòsits
La magnetita es troba de vegades en grans quantitats a la sorra de les platges com per exemple a alguns llocs de Califòrnia i a la costa oest de Nova Zelanda. La magnetita ha arribat a la platja a causa de l'erosió, transportada pels rius i concentrada per les onades i els corrents.
Hi ha grans dipòsits de magnetita a Kiruna (Suècia), a la regió de Pilbara (Austràlia Occidental) i al massís Adirondack, a l'Estat de Nova York (EUA). També s'ha trobat a Noruega, Alemanya, Itàlia, Suïssa, Sud-àfrica, l'Índia, Mèxic i els estats nord-americans d'Oregon, Nova Jersey, Pennsilvània, Carolina del Nord, Virgínia, Nou Mèxic, Utah i Colorado. El juny del 2005 es va descobrir un gran dipòsit a un camp de dunes al Perú de més de 250 km² amb un 10% de magnetita a la sorra. Als territoris de parla catalana ha estat descrita a l'aflorament de Can Llavor (Susqueda) associada a hematites.

## La magnetita als éssers vius
S'han trobat cristalls de magnetita en alguns bacteris, com Magnetospirillum magnetotacticum, i al cervell de les abelles, tèrmits, alguns ocells com el colom i als humans. Es considera que aquests cristalls tenen relació amb la magnetorecepció, la capacitat de detectar la polaritat o la inclinació del camp magnètic de la Terra per tal d'orientar-se. També els mol·luscs de la classe Polyplacophora tenen unes dents de magnetita que els fan un cas únic entre dels animals, amb la seva llengua abrasiva poden gratar les roques cercant aliment.
L'estudi del biomagnetisme va començar a la dècada del 1960 al California Institute of Technology gràcies al paleoecòleg Heinz Lowenstam.

## Preparació de ferrofluid
La magnetita es pot preparar al laboratori com a ferrofluid utilitzant el mètode Massart, barrejant clorur de ferro II amb clorur de ferro III en presència d'hidròxid de sodi.
S'ha desenvolupat un nou mètode per a síntesis de nanopartícules magnètiques basat en la descomposició de complexos metàl·lics a elevades temperatures en un medi orgànic i amb presència de tensioactius. Les partícules obtingudes per aquest mètode són monodisperses i és possible controlar la seva mida mitjana ajustant els factors experimentals.
Els dos mètodes utilitzats per la síntesi de magnetita utilitzen com a precursor un complex de FeIII (Fe(acac)₃) i la tècnica de l'escalfament progressiu.
Els reactius es mesclen a temperatura ambient. Quan s'arriba a una temperatura d'aproximadament 70oC es produeix una reducció parcial de Fe3+ a Fe2+, és important la no presència d'oxigen en aquest pas per evitar la posterior oxidació a Fe3+. Quan s'arriba a una temperatura d'aproximadament 200oC té lloc la reacció d'intercanvi entre el lligand acetilacetonat i el tensioactiu amb major capacitat de coordinació amb el Ferro. Normalment aquest tensioactiu és un àcid carboxílic. Aquesta reacció d'intercanvi té una cinètica lenta, per tant es manté la temperatura un mínim de dues hores. Aquesta temperatura d'estabilització no ha de ser major a la temperatura en la que la magnetita pugui nuclear. Finalment s'ha d'elevar la temperatura fins a la temperatura d'ebullició del dissolvent, per tal que la magnetita pugui nuclear. A continuació els tensioactius rodejaran els nuclis i actuaran com una capa dinàmica superficial en la que s'estaran absorbint i desorbint. Conseqüentment la velocitat de creixement i la mida de la nanopartícula estarà influenciada per la composició d'aquesta capa dinàmica.
La primera síntesi utilitza un dissolvent orgànic polar pròtic com el trietilenglicol (TREG). La gràcia d'aquesta síntesi és que el mateix dissolvent polar també actua de tensioactiu, ja que les partícules resultants queden recobertes per molècules que tenen grups polars i que permeten formar ponts d'hidrogen amb l'aigua. Aquesta síntesi va ser proposada pel grup de E. Liu [1] donant lloc a partícules de 8 nm estables en aigua. La segona síntesi utilitza com a tensioactius àcid oleic i oleylamina. Aquesta síntesi va ser proposada pel grup de S. Sun [2] donant lloc a partícules d'un interval de 5 - 25 nm en funció de la concentració d'àcid oleic i oleylamina.
D'ambdues síntesis s'obté un ferrofluid, que es pot definir com un líquid que es polaritza en presència d'un camp magnètic. Es componen principalment per partícules ferromagnètiques –magnetita- suspeses en un fluid portador –tensioactiu-. Els ferrofluid tot i el nom no mostren ferromagnetisme, ja que no mantenen la seva magnetització en absència de camp magnètic, sinó que són paramagnètics i normalment s'anomenen com superparamagnètics per la seva gran susceptibilitat magnètica. Per aquesta raó es necessita les partícules de magnetita manomètriques. A partir d'aquest ferrofluid es poden flocular les partícules magnètiques per a ús sòlid. Els ferrofluids d'ús més comú són els basats en òxids de ferro.

## Varietats
La magnetita presenta diferents varietats, principalment diferenciades entre sí per la seva composició química. La magnetita alumínica és una varietat rica en alumini. La crom-magnetita (Fe2+(Fe3+,Cr3+)₂O₄) és un membre intermedi de la sèrie cromita-magnetita i, per tant, una varietat de magnetita rica en Cr3+ (conté entre 0,5 i 1 apfu [àtoms per fórmula]). La hidromagnetita (Fe2+Fe3+₂O₄ · nH₂O)és una varietat hidratada. La ishkulita (Fe2+(Fe3+,Cr3+)₂O₄) és membre de la sèrie cromita-magnetita i, per tant, una varietat de magnetita rica en Cr3+ (conté entre 0,1 i 0,5 apfu). La varietat lodestone es caracteritza per ser un imant natural: està magnetitzada naturalment. La manganomagnetita és una varietat que conté Mn²+ en substitució del Fe2+. La titanomagnetita magnèsica ((Fe2+,Mg)(Fe3+,Ti)₂O₄) és una varietat rica en magnesi i titani. Mushketovita és el nom que reben aquelles magnetites que pseudomorfitzen l'hematites. La silfbergita és una varietat manganèsica que conté Mn2+ en substitució del Fe2+. La magnetita titanífera (Fe2+(Fe3+,Ti)₂O₄) és una varietat rica en titani, mentre que la titanomagnetita vanàdica és una magnetita titanífera amb vanadi. La vanadomagnetita és una varietat rica en vanadi; a l'Índia s'han descrit exemplars amb més d'un 4,84% de vanadi. 

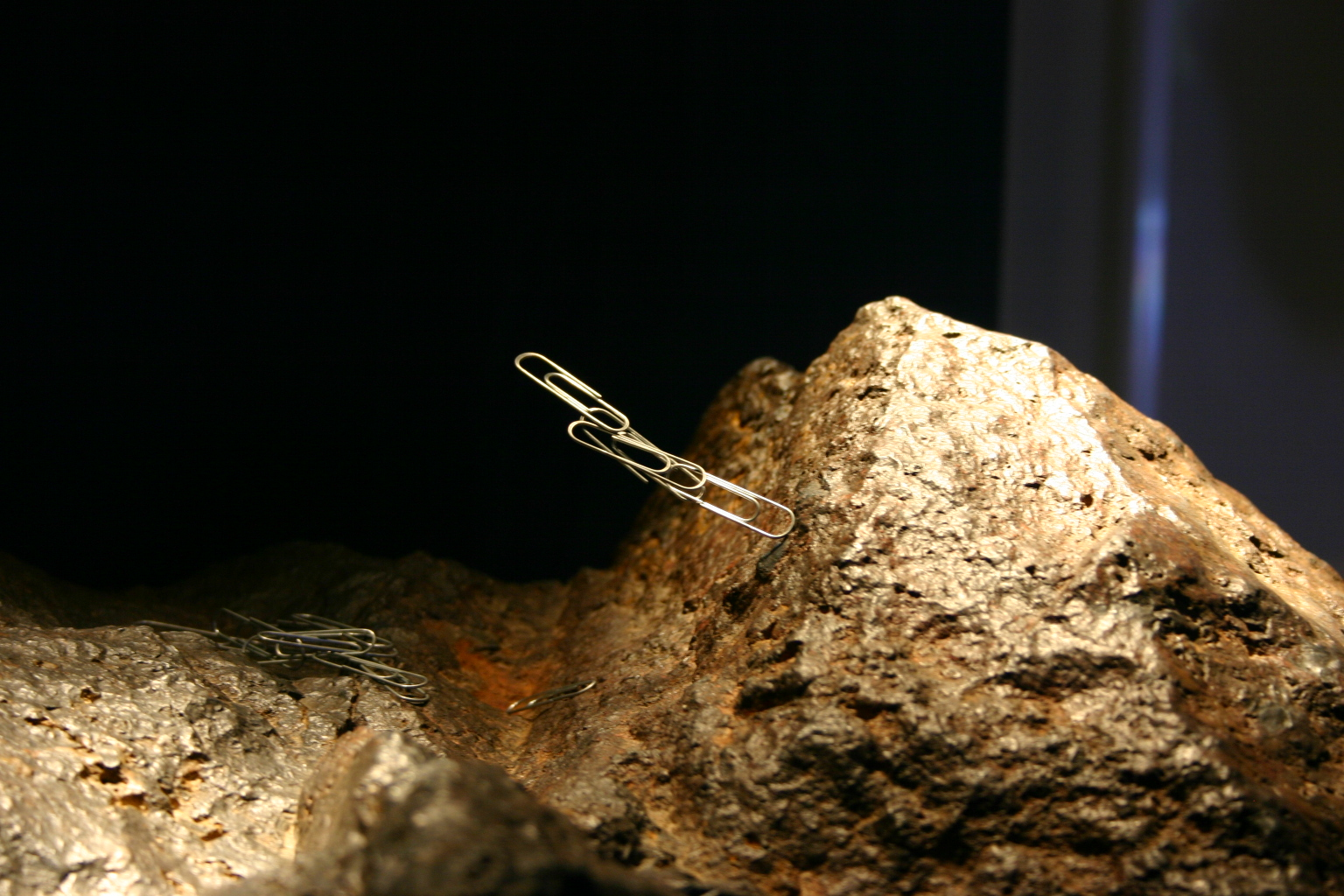
Lodestone